# كهف شق كنز جهاز الإرسال
كهف شق كنز جهاز الإرسال (بالإنجليزية: Transmitter Fissure Treasure Cave)‏ هو كهف يقع ضمن أقاليم ما وراء البحار البريطانية في منطقة جبل طارق التابعة للتاج البريطاني.